# 帕丁頓站 (貝克盧線、環線和區域線)
帕丁頓站（英語：Paddington tube station）是一個倫敦地鐵車站，由貝克盧線、環線和區域線服務。位於帕丁頓主線車站南面的普雷德街，並在普雷德街和主線車站入都設有入口。在貝克盧線上介於沃維克大道和埃奇韋爾路，而環線和區域線則介於貝斯沃特和埃奇韋爾路。位於倫敦軌道運輸第1收費區。
車站分為兩部分：淺層月台，於1868年啟用；深層月台，於1915年啟用。這是兩個同名的倫敦地鐵站之一。在主線車站北面的另一車站，由環線和漢默史密斯及城市線服務。雖然在倫敦地鐵路線圖以單一車站出現，但兩個車站並沒有直接連結，兩站之間轉乘需要通過主線車站的大堂。

## 歷史

### 淺層車站
環線和區域線在淺層車站共用軌道。1868年10月1日有大都會鐵路（現時大都會線）的「帕丁頓（普雷德街）」站啟用，同時啟用了一條往格洛斯特路的支線，與區域鐵路（現時區域線）連結。延線主要在淺層隧道以明挖回填技術興建。兩間公司均有提供服務，各自運行「內環」列車前往對方的軌道。
車站位於地塹內，由屋頂覆蓋，部分露天。此站由大都會鐵路的主席工程師約翰·福勒設計。地面層的磚造入口以沿着屋頂邊緣欄杆，頂部帶有甕的裝飾。福勒設計的大廈後來在1914年被拆除重建，由大都會鐵路建築師查爾斯·沃特·克拉克設計，包裹着白色彩瓷磚。此大廈被英格蘭歷史建築和古蹟委員會評為二級登錄建築。
此站是大都會鐵路在帕丁頓興建的第二個車站。更早的車站名為「帕丁頓（主教路）」站，在1863年1月10日啟用。位於主線車站以北，服務漢默史密斯支線。
1926年11月1日起，大都會鐵路提供所有內環服務，區域鐵路在環線的西側以埃奇韋爾路為總站，使用大都會鐵路興建的兩個月台，為已廢棄計劃內一條來往埃奇韋爾路和芬奇利路的路線準備。淺層車站「普雷德街」一名自1947年7月11日起廢除，以配合深層月台的名稱。由1949年起，環線獨立營運，取代大都會線服務。
淺層車站曾兩度受爆炸破壞。1883年10月30日，由芬尼亞人放置的炸彈在一列列車靠站時爆炸。炸彈破壞了所在的列車、一列通過的列車、車站的一部分以及信號箱，62名乘客受傷。1940年10月13日晚上，德國在倫敦大轟炸時投下炸彈擊中此站，導致車站內5人死亡，另有4人傷重死亡。

### 深層車站
深層車站由貝克街及滑鐵盧鐵路（現時貝克盧線）於1913年12月1日作為埃奇韋爾路延伸段的臨時總站啟用。車站以後的建築工程繼續，將路線延長至女王公園並和倫敦及西北鐵路的主線軌道匯合。延伸段分階段開放，首班來往沃維克大道的列車於1915年1月31日開行。
與大部分貝克街及滑鐵盧鐵路車站不同，帕丁頓站並沒有興建一個獨立的車站大樓。倫敦街和普雷德街交界西北角的一個小型行人入口可到達地下售票廳。1911年成功在伯爵宮引入扶手電梯後，此站亦跟隨成為該線首個以扶手電梯而非升降機設計的車站。

## 配置
本站設有三個售票廳：一個位於環線和區域線的淺層車站月台上方，一個位於貝克盧線車站下方，一個位於主線車站下方。淺層車站和深層車站的售票廳以位於主線車站下方的售票廳連結起來，但不是直接連結。入口分別設於普雷德街和主線車站內。倫敦地鐵路線圖上本站與另一帕丁頓地鐵站顯示為同一站，倫敦交通局針對本站的乘客使用數據也是合併顯示。在限定時間內完成轉乘不需額外收費。

## 服務

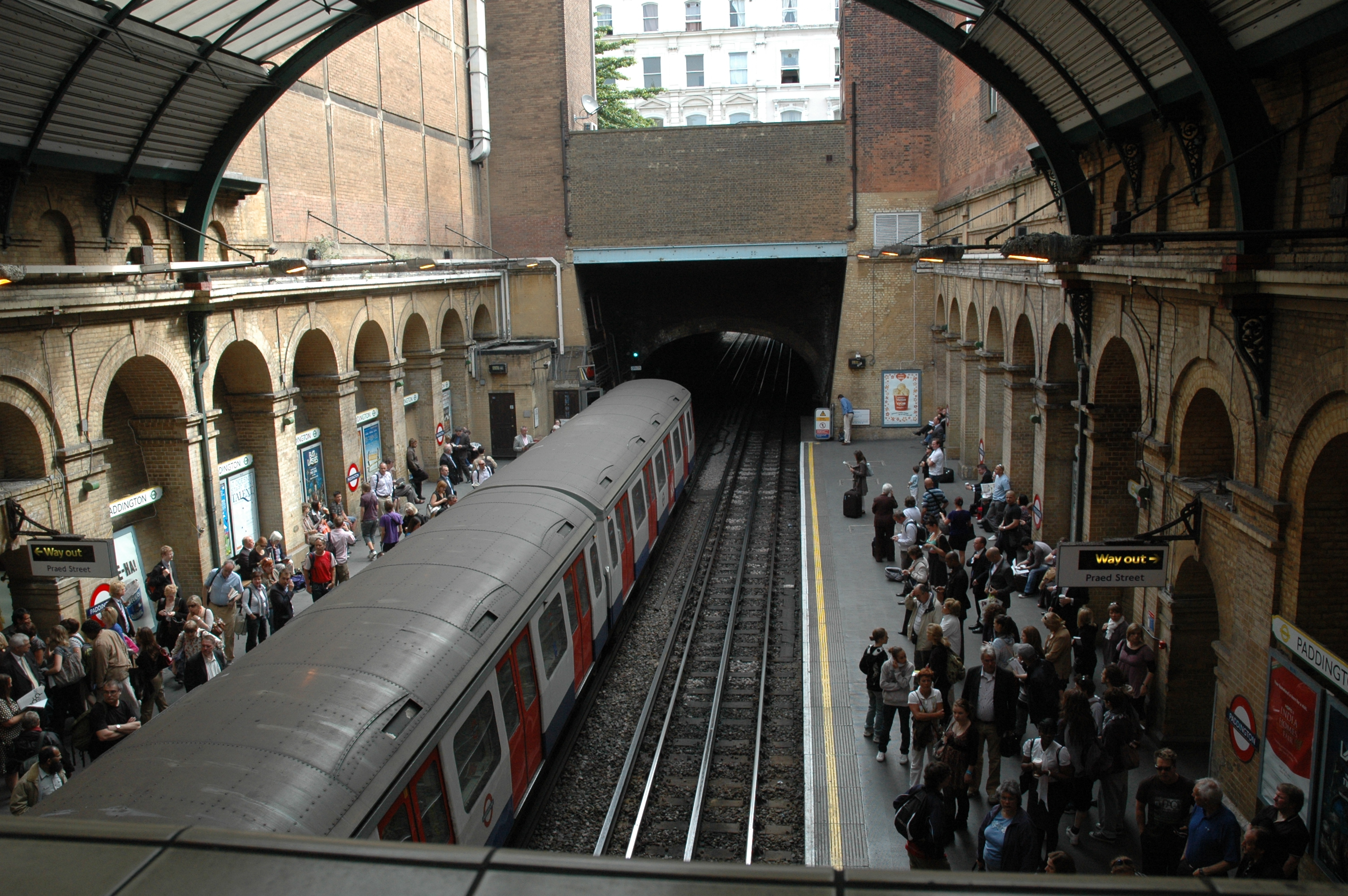
環線及區域線月台

此站位於倫敦軌道運輸第1收費區，環線和區域線上介於貝斯沃特和埃奇韋爾路之間，貝克盧線則介於沃維克大道和埃奇韋爾路之間。列車班次因時間而異，不過普遍來說環線東向列車（清晨5:31－半夜00:39）、西向列車（5:07－00:45）每10分鐘1班；穿插於其間的區域線東向列車（5:44－00:06）、西向列車（5:57－00:22）也是每10分鐘1班。部分夜間環線列車自埃奇韋爾路後繼續行駛。貝克盧線南下列車（5:45－00:22）及北上列車（5:55－00:41）每3分鐘1班。

## 接駁交通
倫敦巴士7、23、27、36、205、332路，以及夜間路線N7、N205路服務普雷德街。

## 轉乘安排
伊利沙伯線月台設有收費區內通道與本站的貝克盧線月台相連，乘客可直接經通道前往伊利沙伯線月台。環線和漢默史密斯及城市線的乘客則需先前往該兩線與貝克盧線的轉乘大堂，前往貝克盧線月台，然後使用貝克盧線和伊利沙伯線之間的轉乘通道，抵達伊利沙伯線月台。
由於本站與另一座位於帕丁頓國鐵車站北面的同名地鐵站之間沒有直接通道，如乘客需要於前往該地鐵站轉乘，必須先於本站出閘，穿過國鐵站大堂，再前往該站的大堂入閘。
倫敦交通局於本站設有出閘轉乘機制，使用蠔卡或其他非接觸式支付系統於指定時間內於本站與另一帕丁頓地鐵站 ／ 帕丁頓國鐵站 間轉綫，計算車資時會被視作一程車程。
如乘客使用現金支付車資，則須改於埃奇韋爾路站轉乘漢默史密斯及城市線，計算車資時才會被視作一程車程。
倫敦交通局於本站設置的出閘轉乘機制與帕丁頓國鐵站有異。雖然使用蠔卡或其他非接觸式支付系統於指定時間內於帕丁頓國鐵車站與馬里波恩站 ／ 蘭開斯特門站間轉綫，計算車資時會被視作一程車程，但本站和另一帕丁頓地鐵站均未設有相同優惠。

## 延伸閱讀
- Cooper, Nick. . Amberley Publishing. 2014  [2017-04-30]. ISBN 978-1-4456-2217-0. （原始内容存档于2019-08-13）.
- Day, John R.; Reed, John.  11th. Capital Transport. 2010 [1963]. ISBN 978-1-85414-341-9.
- Horne, Mike. . Harrow: Capital Transport. 2001. ISBN 978-1-85414-248-1.
- Jackson, Alan. . David & Charles. 1986. ISBN 0-7153-8839-8.
- Rose, Douglas. . Douglas Rose/Capital Transport. 1999 [1980]. ISBN 1-85414-219-4.

## 外部連結
- London Transport Museum Photographic Archive
  - Metropolitan Railway station, 1868
  - Platform view of Metropolitan Railway station, 1898

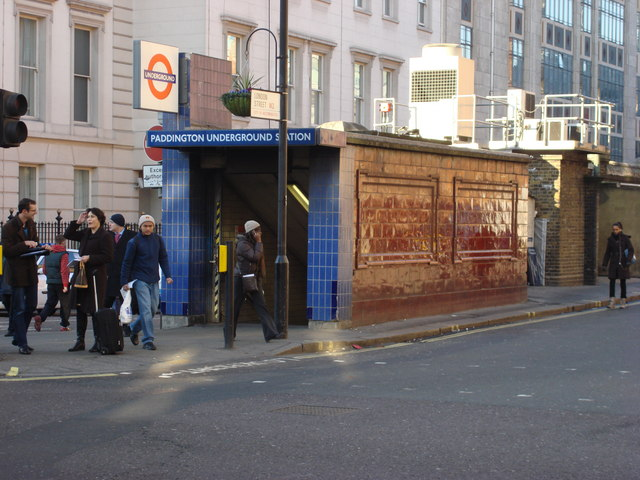
往貝克盧線行人入口

  - Baker Street & Waterloo Railway entrance, 1932
  - Metropolitan Railway station, 1933
  - Air-raid damage of sub-surface station, 1940